# クロオウチュウ
クロオウチュウ（黒烏秋、学名：Dicrurus adsimilis）は、スズメ目スズメ亜目カラス上科オウチュウ科に分類される鳥である。

## 体格
全身、黒色で覆われている。翼は黒ずんでおり光沢があり、目は赤色をしている。尻尾が二股に分かれているのが特徴。
体重70-125グラム。

## 分布
南アフリカ共和国、カラハリ砂漠、サハラ砂漠南部と広範囲に棲息している。

## 生態・摂食
普段は高い木の上にいて見張り役・用心棒役をしており、猛禽類などが飛来するとかん高いアラームコール（警戒声）を出して、仲間や他の動物に警告している。
ミーアキャットは、クロオウチュウの警戒声を覚えており、その声を聞くと敵が来たと判断して立ち上がり周囲を見回したり、巣穴に逃げ帰る習性がある。。
クロオウチュウは、長い尾羽も持ち高い飛行能力を持っているので、夏の間は、飛んでいる昆虫を巧みに空中で捉えて食べている。
しかし、冬になると昆虫が飛ばなくなり食糧が乏しくなる。するとクロオウチュウは、ミーアキャット、チメドリ科など他の動物が餌を見つけ食べてる最中に、偽のアラームコールを発し、その声を聞いたミーアキャットなどの小動物が慌てて獲物を置いて逃げたのを見計らって、その獲物を横取りするという狡賢さを持っていることから「泥棒鳥」と呼ばれる。
偽の警報を鳴らして、日々の摂取カロリーの4分の1を獲得することができる。
クロオウチュウは「声真似」が得意で、クロオウチュウ以外の動物の声色を真似ることができる。ある研究者が調査したところでは18種類の動物の声を真似ることができたという。クロオウチュウは、チメドリ科、ムクドリなどの他の鳥の警戒声や、（なんと）ミーアキャットの警戒声「ワンワン」という声まで上手に真似ることができる。クロオウチュウ本来の警戒声を出すインチキばかり繰り返していると さすがにミーアキャットもインチキに馴れてひっかからなくなってしまうが、ミーアキャットの「ワンワン」という声まで真似られると、さすがにミーアキャットもひっかかるのである。クロオウチュウが偽の警戒声ばかりを出すとやがて他の動物がそれを見抜くようになりそうだが、声色を多数使いわけており、おまけにちゃんと本当に敵が来た時にもしっかり本来の警戒声も出してくれ、他の動物たちにとって生き延びるのに役立っているので、クロオウチュウの声に反応しつづけているのである。

## ギャラリー

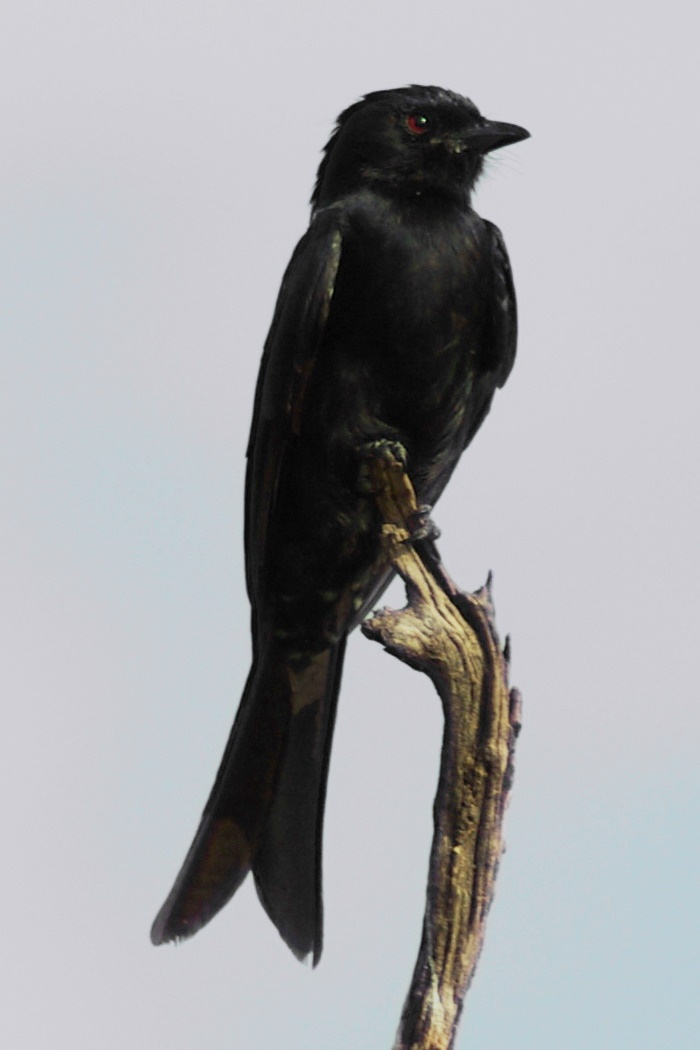
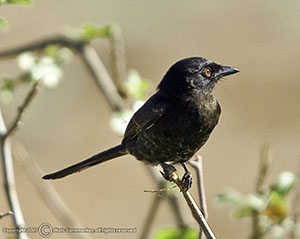

## 繁殖
木に巣を作り、2-4個産む。

## テレビ放送
- ダーウィンが来た! 〜生きもの新伝説〜 2014年12月14日放送。